# Marco Veneziano
Marco Veneziano (fl. XV secolo) è stato un pittore italiano.

## Biografia
Il pittore è noto unicamente da testimonianze documentarie dalle quali risulta aver stretto una società con un certo Francesco d'origine napoletana dal 1430 al 1434, data in cui questa fu sciolta. Il testamento del 1436 ci informa che fu impegnato nel Duomo di Udine, lasciando i lavori incompiuti alla sua morte.